# Harold Gould
Harold Gould, właśc. Harold Vernon Goldstein (ur. 10 grudnia 1923 w Schenectady w stanie Nowy Jork, zm. 11 września 2010 w Woodland Hills, Los Angeles) – amerykański aktor sceniczny, filmowy i telewizyjny, znany z takich filmów jak Żądło. Ostatnim filmem Goulda był Plan B.
Zmarł po wyczerpującej walce z rakiem prostaty.

## Filmografia

### Filmy
- 1973: Żądło
- 1975: Miłość i śmierć
- 1976: Nieme kino
- 1980: Jak za dawnych, dobrych czasów
- 1998: Patch Adams
- 1998: Pokochać
- 1998: Mój przyjaciel olbrzym
- 1999: Stuart Malutki
- 2002: Mistrz kamuflażu
- 2003: Mój brat niedźwiedź
- 2003: Zakręcony piątek
- 2006: Szept serca
- 2010: Plan B